# Man-X
Man-X je specializovaný program s pornografickými pořady pro gaye. Program Man-X vysílá od půlnoci do 6. hodiny ranní.

## Dostupnost
Tento kanál je součástí nabídky televizních platforem v Evropě – Be-TV a Belgacom v Belgii, TV Vlaandern Digitaal a Canal Digitaal Sattelliet v Nizozemsku, Free DSL ve Francii a Skylink v Česku a na Slovensku.